# Oceans Away
Oceans Away is een nummer van de Amerikaanse band Arizona uit 2017. Het is de tweede single van hun debuutalbum Gallery.
"Oceans Away" flopte in thuisland Amerika, maar werd wel een klein succesje in Nederland. Het bereikte de 15e positie in de Nederlandse Tipparade. In Vlaanderen kwam het tot een 39e positie in de Tipparade.